# Akinori Nakayama
Akinori Nakayama (1 de marzo de 1943-9 de marzo de 2025) fue un gimnasta japonés, campeón olímpico y del mundo en varias disciplinas gimnásticas. 

## Biografía
Nakayama nació en Nagoya en la prefectura de Aichi. Se graduó en la Universidad Chukyo en Nagoya. Nakayama es uno de los dos gimnastas que ha ganado dos veces la medalla de oro en unas olimpiadas en la modalidad de anillas (Olimpiadas de México y Múnich), el primero que lo consiguió fue el armenio Albert Azaryan que competía por la Unión Soviética.
Ganó seis medallas en el Campeonato del Mundo de 1966, tres de ellas de oro en las modalidades por equipo, suelo y barra fija. Dos años más tarde, con cuatro oros, una plata y un bronce, se convirtió en el deportista masculino más laureado de los Juegos Olímpicos de 1968. En 1970, obtuvo otros cuatro títulos mundiales: por equipo, anillas, suelo y paralelas. Obtuvo cuatro medallas más en los Juegos Olímpicos de 1972.
Después de su retirada fue vicepresidente de la Federación Japonesa de Gimnasia. También trabajó como entrenador de la Universidad Chukyo. En 2005, fue incluido en Salón de la Fama de la Gimnasia Artística.